# فهرست اعضای پینک فلوید
اعضای گروه راک انگلیسی پینک فلوید، چندین بار تغییر کرده‌اند. این گروه در سال ۱۹۶۵ توسط سید برت: گیتاریست و لید وکالیست، نیک میسن: درامز، راجر واترز: بیسیست و خواننده، و ریچارد رایت: کیبورد و خواننده تشکیل شد. دیوید گیلمور گیتاریست و خواننده در دسامبر ۱۹۶۷ به گروه پیوست. برت در آوریل سال ۱۹۶۸ به علت بدتر شدن سلامت روان از ادامه فعالیت در گروه کناره‌گیری کرد. از دهه ۱۹۷۰ تاکنون، آنها توسط اعضا و کارکنان اضافی در استودیو و کنسرت‌ها فعالیت می‌کردند. به دنبال تنش‌های گروه، رایت پینک فلوید را در سال ۱۹۷۹ ترک کرد و در سال ۱۹۸۵ واترز گروه را ترک کرد. رایت به عنوان یک نوازنده جلسه ای بعدها عضو گروه شد. میسن تنها عضوی است که در همه فعالیت‌های استودیویی حضور دارد.

## اعضای رسمی
نیک میسن 
فعالیت: ۱۹۶۵–۱۹۹۴، ۲۰۰۵ (کنسرت لایو ۸)، ۲۰۱۲–۲۰۱۴
سازها: درامز، پرکاشن، گاهی خواننده
حضور: در تمام آثار پینک فلوید حضور دارد
راجر واترز 
فعالیت: ۱۹۶۵–۱۹۸۵، ۲۰۰۵ (کنسرت لایو ۸)
سازها: خواننده، گیتار بیس، گاهی گیتار، پرکاشن و سینث سایزر
حضور: تمام آثار از نی‌زن بر دروازه‌های سپیده دم تا برش نهایی
ریچارد رایت 
فعالیت: ۱۹۶۵–۱۹۷۹، ۱۹۹۳–۱۹۹۴، ۲۰۰۵ (کنسرت لایو ۸) (عضو تور / جلسه ای از ۱۹۷۹–۱۹۸۱ و 1987-1990) 
سازها: خواننده، کیبورد، سینث سایزر
حضور: تمام آثار به جز برش نهایی
سید برت 
فعالیت: ۱۹۶۵–۱۹۶۸
سازها: خواننده، گیتار
حضور: نی‌زن بر دروازه‌های سپیده دم و یک نعلبکی رمز و راز
دیوید گیلمور 
فعالیت: ۱۹۶۸–۱۹۹۴، ۲۰۰۵ (کنسرت لایو ۸)، ۲۰۱۲–۲۰۱۴
سازها: خواننده، گیتار، گاهی گیتار بیس، کیبورد، سینث سایزر و درام
حضور: تمام آثار به استثنای نی‌زن بر دروازه‌های سپیده دم
باب کلوز
فعالیت: ۱۹۶۵
سازها: گیتار
حضور: ۱۹۶۵: اولین ضبط آنها

## اعضای تورها و اعضای جلسه ای
مایک لئونارد 
فعالیت: ۱۹۶۳
سازها: کیبورد
حضور: هیچ‌کدام
دیک پری 
فعالیت: ۱۹۷۳–۱۹۷۷، ۱۹۹۴، ۲۰۰۵
سازها: ساکسیفون
حضور: نیمه تاریک ماه، کاش اینجا بودی، مجموعه ای از آهنگ‌های عالی برای رقص، ناقوس جدایی، تکانه
کلر توری 
فعالیت: ۱۹۷۳، ۱۹۹۰
سازها: خواننده
حضور: نیمه تاریک ماه
اسنوی وایت 
فعالیت: ۱۹۷۷، ۱۹۸۰
سازها: گیتار
حضور: جانوران (تنها نسخه ۸ ترانه ای) کسی هست؟ اجرای زنده دیوار ۱۹۸۰–۸۱
اندی باون 
فعالیت: ۱۹۸۰–۱۹۸۲
سازها: گیتار بیس، کیبورد
حضور: کسی هست؟ اجرای زنده دیوار ۱۹۸۰–۸۱، برش نهایی
جو چمی 
فعالیت: ۱۹۸۰–۱۹۸۱
سازها: بک وکال
حضور: کسی هست؟ اجرای زنده دیوار ۱۹۸۰–۸۱
استن فاربر 
فعالیت: ۱۹۸۰–۱۹۸۱
سازها: بک وکال
حضور: کسی هست؟ اجرای زنده دیوار ۱۹۸۰–۸۱
جیم هاس 
فعالیت: ۱۹۸۰–۱۹۸۱
سازها: بک وکال
حضور: کسی هست؟ اجرای زنده دیوار ۱۹۸۰–۸۱
جان جویس 
فعالیت: ۱۹۸۰–۱۹۸۱
سازها: بک وکال
حضور: کسی هست؟ اجرای زنده دیوار ۱۹۸۰–۸۱
ویلی ویلسون 
فعالیت: ۱۹۸۰–۱۹۸۱
سازها: درام
حضور: کسی هست؟ اجرای زنده دیوار ۱۹۸۰–۸۱
پیتر وود 
فعالیت: ۱۹۸۰–۱۹۸۱
سازها: کیبورد
حضور: کسی هست؟ اجرای زنده دیوار ۱۹۸۰–۸۱
اندی رابرتز 
فعالیت: ۱۹۸۱
سازها: گیتار
حضور: کسی هست؟ اجرای زنده دیوار ۱۹۸۰–۸۱
جان کرین 
فعالیت: ۱۹۸۷–۱۹۹۴، ۲۰۰۵، ۲۰۱۴
سازها: کیبورد، خواننده
حضور: لغزش آنی در عقل، صدای دلچسب رعد، ناقوس جدایی، تکانه، رودخانه بی پایان
دورگا مک بروم 
فعالیت: ۱۹۸۷–۱۹۹۴، ۲۰۱۴
سازها: خواننده
حضور: صدای دلچسب رعد، ناقوس جداییی، تکانه، رودخانه بی پایان
اسکات پیج 
فعالیت: ۱۹۸۷–۱۹۸۹
سازها: ساکسیفون، گیتار
حضور: لغزش آنی در عقل، صدای دلچسب رعد
گای پرت 
فعالیت: ۱۹۸۷–۱۹۹۴، ۲۰۱۴
سازها: گیتار بیس، خواننده
حضور: صدای دلچسب رعد، ناقوس جدایی، تکانه، رودخانه بی پایان
تیم رنویک 
فعالیت: ۱۹۸۷–۱۹۹۴، ۲۰۰۵
سازها: گیتار، خواننده
حضور: صدای دلچسب رعد، ناقوس جدایی، تکانه
گری والیس 
فعالیت: ۱۹۸۷–۱۹۹۴
سازها: پرکاشن
حضور: صدای دلچسب رعد، ناقوس جدایی، تکانه
جف پرکارو
فعالیت: ۱۹۷۹
سازها: درام
حضور: «مادر» از آلبوم دیوار
سیمون فیلیپس 
فعالیت: دهه ۱۹۸۰
سازها: درام
حضور: هیچ‌کدام (صرفاً به عنوان مهمان)
سم براون 
فعالیت: ۱۹۹۰، ۱۹۹۴
سازها: خواننده
حضور: ناقوس جدایی، تکانه
کلودیا فونتین 
فعالیت: ۱۹۹۰، ۱۹۹۴
سازها: خواننده
حضور: تکانه

## اعضای سابق اولیه
علاوه بر اعضای رسمی پینک فلوید، چندین عضو از گروه‌های مختلف قبل از آن حضور داشتند. سیگما ۶، مگادث، ابدبز، لئونارد لوجرز، طیف ۵ و تی ست از گروه‌هایی بودند که سابقاً و در زمان‌های مختلف در گروه فعالیت داشتند.
کلیو متکالف
فعالیت: ۱۹۶۳–۱۹۶۴
سازها: گیتار بیس
کیت نوبل
فعالیت: ۱۹۶۳–۱۹۶۴
سازها: خواننده
شیلاق نوبل
فعالیت: ۱۹۶۳
سازها: خواننده
ورنون تامپسون
فعالیت: ۱۹۶۳
سازها: گیتار
جولیت گیل
فعالیت: ۱۹۶۴
سازها: خواننده
کریس دنیس
فعالیت: ۱۹۶۵
ابزارها: خواننده